# 潘帕海峽
潘帕海峽（英語：Pampa Passage）是南極洲的海峽，位於帕默群島的布拉班特島東岸，處於勒庫安特島和潘帕島之間，由阿根廷探險隊命名，現時由南極條約體系管理。